# August Saaremägi
August Saaremägi (ur. 1921, zm. 10 marca 1986 w Tallinnie) – polityk Estońskiej SRR.

## Życiorys
W 1948 został członkiem WKP(b), od 1955 do 1981 pełnił funkcję redaktora odpowiedzialnego gazety "Rahva Hääl" ("Głos Ludu"). Jednocześnie od 19 stycznia 1956 do 28 stycznia 1981 był członkiem KC KPE i od 20 stycznia 1956 do 7 grudnia 1962 zastępcą członka Biura KC KPE. Od 1959 do 1981 był przewodniczącym Związku Dziennikarzy Estońskiej SRR. Został odznaczony m.in. Orderem Lenina (1962) i Orderem Wojny Ojczyźnianej II klasy.